# Bäreninsel
Die Bäreninsel (norwegisch Bjørnøya) liegt etwa auf halbem Wege zwischen dem Nordkap und der Insel Spitzbergen. Sie stellt die südlichste Landmasse des norwegischen Territoriums Svalbard (Spitzbergen) dar und ist 178 km² groß.
Die Bäreninsel wurde am 8. Juni 1596 von den niederländischen Seefahrern Willem Barents und Jacob van Heemskerk entdeckt, die sie Beeren-Eiland nannten, nachdem sie dort einen Eisbären getötet hatten. Die Insel galt bis zur Unterzeichnung des Spitzbergenvertrages von 1920, der die Insel der norwegischen Souveränität unterstellte, als Niemandsland. In diesem Vertrag, der in den Originalsprachen Englisch und Französisch verfasst ist, wird neben den Übersetzungen Bear Island bzw. Île aux Ours auch jeweils der niederländische Originalname Beeren-Eiland gebraucht.
Trotz der Abgelegenheit im Nordpolarmeer wurde die Insel im letzten Jahrhundert häufig industriell genutzt (Bergbau, Fischerei, Walfang). Allerdings bestanden Siedlungen nie lange. Die Insel ist heute unbewohnt, abgesehen von einigen Forschern der meteorologischen Station Herwighamna. Im Jahr 2002 wurde die Insel einschließlich des umgebenden Meeresgebietes zum Naturschutzgebiet erklärt.

## Geschichte

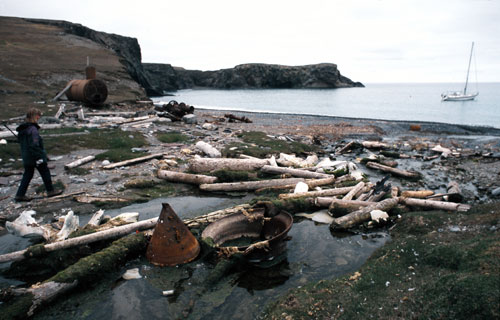
Überreste einer Walfangstation in der Walrossbucht im Südosten der Bäreninsel

Vermutlich war die Bäreninsel schon Seefahrern aus der Wikingerzeit bekannt, die erste dokumentierte Entdeckung gelang allerdings erst im Jahr 1596, als sie der niederländische Seefahrer Willem Barents auf seiner dritten Expedition sichtete. Steven Bennet erkundete in den Jahren 1603 und 1604 die Insel und beobachtete eine große Population von Walrossen. Zu Beginn des 17. Jahrhunderts diente die Bäreninsel hauptsächlich als Stützpunkt für die Jagd auf Walrosse und andere Robbenarten. Im Jahr 1861 fand eine schwedische Expedition nach Spitzbergen unter der Leitung von Otto Torell und Adolf Erik Nordenskiöld statt, wobei auch die Bäreninsel betreten wurde. Bis zum Jahr 1971 wurden die Eier von Meeresvogelkolonien durch kommerzielle Sammler und Jäger geplündert.
Die Bäreninsel war nie stark besiedelt. Die Überreste einer Walfangstation aus dem frühen 20. Jahrhundert sind noch in der Walrossbucht (Hvalrossbukta) im Südosten zu finden. Von 1916 bis 1925 wurde in einer kleinen Siedlung im Nordosten, in Tunheim, Kohle gefördert. Da der Abbau jedoch sehr unprofitabel war, wurde die Siedlung bald wieder aufgegeben. Auch hier sind die Relikte der Vergangenheit aufgrund des kühlen, trockenen Klimas gut erhalten geblieben und noch heute vorhanden.
Die strategische Bedeutung der Bäreninsel wurde im späten 19. Jahrhundert erkannt, als Russland und Deutschland Besitzansprüche stellten. Im Jahr 1899 entsandte das deutsche Reichsamt des Innern unter dem Vorwand, dass die Reise der hydrographischen und ozeanographischen Forschung unter der Leitung des Deutschen Seefischerei-Vereins (DSV) galt, die Korvette Olga. Die wissenschaftliche Besatzung an Bord diente lediglich als Tarnung. Der tatsächliche Plan wies den Kapitän und die Expeditionsleitung an, auf der Bäreninsel eine Basis für deutsche Fischdampfer anzulegen, vorläufig allerdings von einer Inbesitznahme der Insel abzusehen. In den Jahren 1898 und 1899 hatte bereits eine private Expedition mit der Helgoland unter der Leitung des Journalisten und Abenteurers Theodor Lerner stattgefunden. Als die Olga die Bäreninsel anlief, musste die Besatzung feststellen, dass Lerner einen im Prinzip identischen privaten Plan bereits umgesetzt und die Insel für sich in Anspruch genommen hatte.

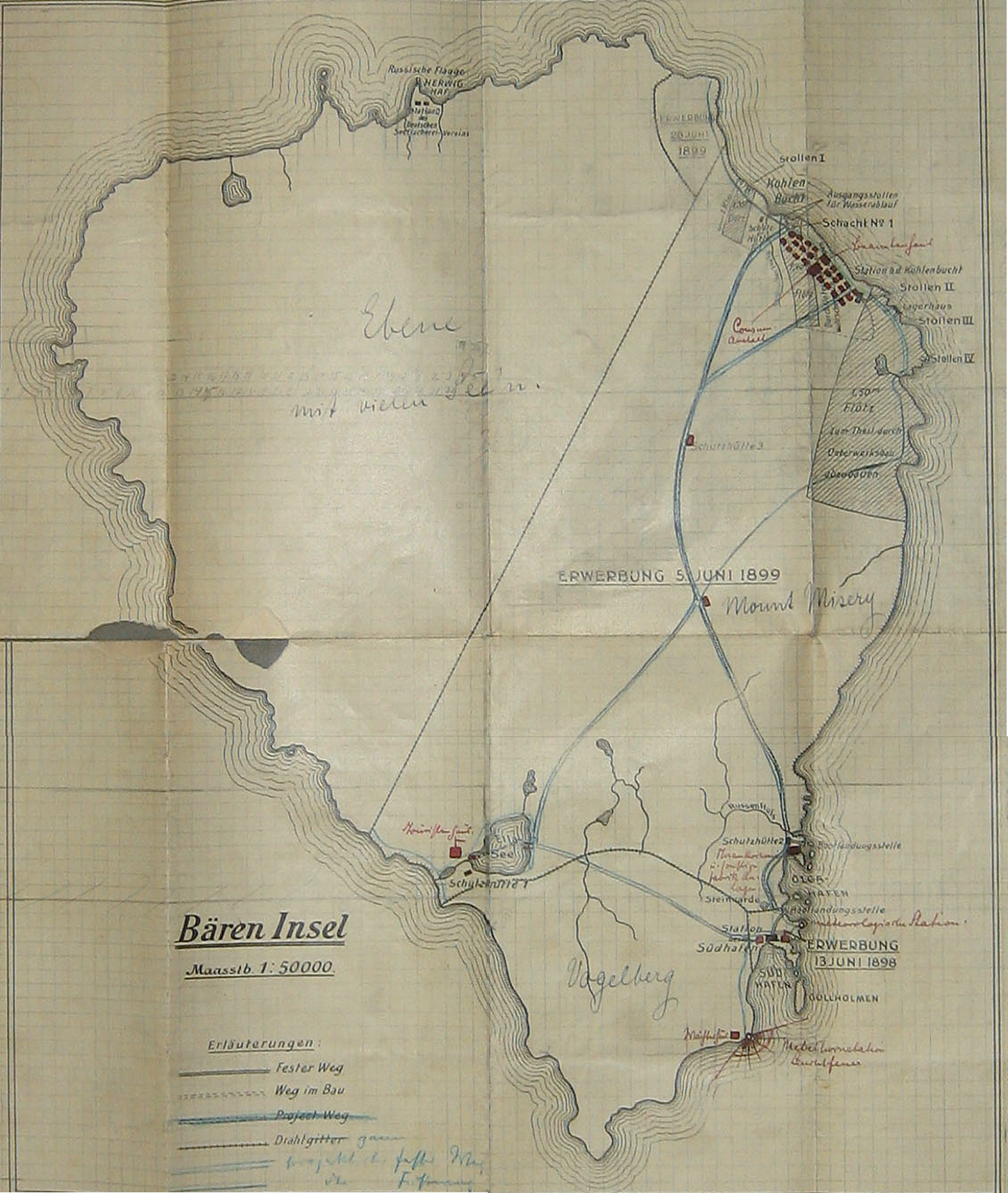
Manuskriptkarte der Bäreninsel mit den handschriftlichen Grenzziehungen Theodor Lerners

Dem Russischen Reich wurde dieses Verwirrspiel in der Barentssee ebenfalls bekannt, und es entsandte den Kreuzer Swetlana, um die Vorgänge auf der Insel zu beobachten. Am 21. Juli 1899 setzten die Russen ihre Flagge im Norden der Insel, wogegen Lerner heftig protestierte. Der Konflikt wurde allerdings unblutig und diplomatisch beendet, indem von keinem Staat Souveränitätsansprüche gestellt wurden.
Die gesamte Insel war zwischen 1918 und 1932 vollständig im Privatbesitz des Bergbauunternehmens Bjørnøen AS, bis der norwegische Staat das Unternehmen durch Aufkauf sämtlicher Aktien übernahm. Im Jahr 1919 wurde in Herwighamna im Norden der Insel eine Radiostation errichtet (Bjørnøya Radio, Rufzeichen: LJB), die später um eine meteorologische Station erweitert wurde.
Der Entdecker und Polarforscher Roald Amundsen starb 1928 vermutlich in der Nähe der Bäreninsel, als sein Flugzeug, ein Flugboot des Typs Latham 47 mit 1000 PS, in dieser Gegend der Arktis verlorenging. Er war am 18. Juni 1928 von Tromsø aufgebrochen, um Umberto Nobile zu retten, dessen Luftschiff Italia auf einer Eisscholle abgestürzt war. Amundsens Flugzeug, eine französische Leihgabe, wurde bis heute nicht gefunden. Man fand jedoch einen Benzintank des Flugzeugs, der Bearbeitungsspuren trug und heute im Polarmuseum in Tromsø besichtigt werden kann. Wahrscheinlich hatten Amundsen und seine fünf Gefährten versucht sich damit zu retten. Zu ihnen gehörte neben der französischen Besatzung des Flugboots auch der Pilot Leif Dietrichson.
Die Insel hatte während des Zweiten Weltkriegs und des Kalten Kriegs eine wichtige operativ-strategische Bedeutung, da die Schiffsrouten von Murmansk und von Häfen am Weißen Meer in den Atlantischen Ozean durch die Gewässer nahe der Bäreninsel führten. Obwohl Spitzbergen nicht von Deutschland besetzt war, errichtete die Wehrmacht dort mehrere Wetterstationen zur Wettererkundung.
Im Jahr 1942 wurde auf der Bäreninsel durch die deutsche Kriegsmarine erstmals eine automatisierte Wetterfunkstation eingerichtet. Weitere solcher Wetterfunkgeräte wurden 1943 und 1944 aufgestellt. Diese Stationen ermittelten selbständig Wetterdaten und funkten diese an den deutschen Marinewetterdienst. Die Stationen befanden sich südlich der Norhamna-Bucht, wo auch eine improvisierte Landebahn gebaut worden war. Mitte November 1944 errichtete die Abwehr, der militärische Nachrichtendienst der Wehrmacht, zudem zwischen der südöstlichen Bucht Sørhamna und der Walrossbucht eine besetzte Wetterstation mit dem Codenamen Taaget. Die Station hatte eine ständige Besatzung von zwei Personen: einem Norweger, der während des Einsatzes zu Tode kam, und einem Ukrainer. Da die Station nur für wenige Wochen und zudem unzureichende Daten übertrug, gilt diese Unternehmung der Abwehr als Fehlschlag. Der überlebende Hilfswillige wurde gegen Ende März 1945 wieder abgeholt.

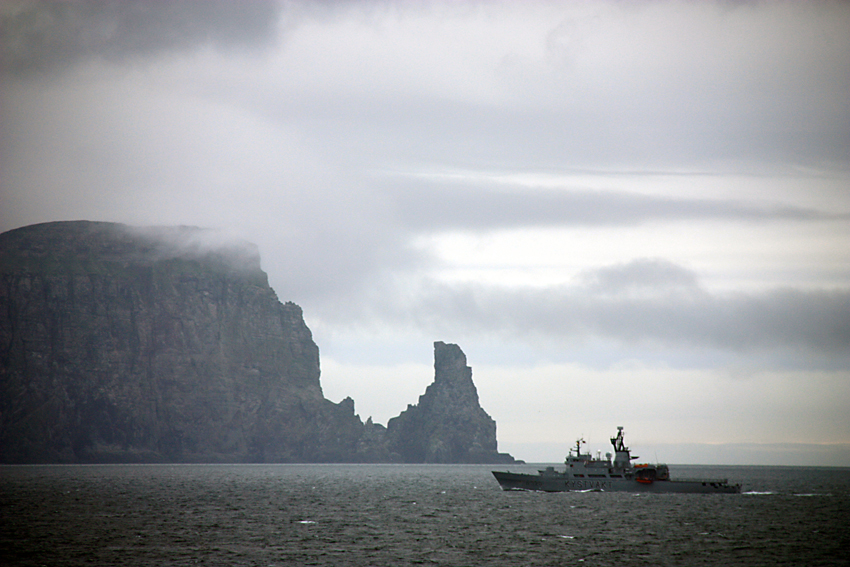
Südspitze der Bäreninsel mit Schiff der norwegischen Küstenwache

Deutsche Streitkräfte attackierten die britischen Nordmeergeleitzüge in den Gewässern um die Bäreninsel. So erlitt die Sowjetunion Anfang Juli 1942 während des Unternehmens Rösselsprung östlich der Bäreninsel große Verluste. Auch die Schlacht in der Barentssee Ende Dezember 1942 fand unmittelbar südlich der Bäreninsel statt. Zu weiteren Seeschlachten kam es im Jahr 1943 südöstlich der Insel. Im November 1944 unterbreitete die Sowjetunion der norwegischen Exilregierung unter Trygve Lie den Vorschlag, den Spitzbergenvertrag zu annullieren. Die Verhandlungen führten bis zum Ende des Krieges zu keiner Einigung, und die sowjetischen Vorschläge wurden nie umgesetzt. Trotzdem erhielt die Sowjetunion und später Russland die Präsenz auf Spitzbergen aufrecht, unter anderem mit der russischen Siedlung Barentsburg.
Im Jahr 2002 wurde die Insel mit Ausnahme einer 1,2 km² großen Fläche um die meteorologische Station zum Naturschutzgebiet erklärt. Das Gebiet umfasst auch die umliegenden Gewässer in einer Zone von vier Seemeilen (7,4 km) um die Küste. Im Jahr 2008 wurde die Schutzzone auf zwölf Seemeilen (22 km) erweitert. Das Naturschutzgebiet umfasst heute 177 km² am Land und 2805 km² auf offenem Meer.
Heute ist die Insel mit Ausnahme weniger Personen zur Betreuung der meteorologischen Station und des Funksenders in Herwighamna unbewohnt. Die Station unterhält auch eine Landestation für Hubschrauber der norwegischen Küstenwache. Das Norwegische Polarinstitut unternimmt jährlich Expeditionen auf die Bäreninsel hauptsächlich zum Zweck der ornithologischen Forschung. Andere Forschungsprojekte, vor allem die physische Geographie oder die Klimatologie betreffend, werden unregelmäßig durchgeführt.
Für Privatpersonen gibt es nur wenige Möglichkeiten auf die Bäreninsel zu gelangen, da nur selten Yachten und Kreuzfahrtschiffe dort Halt machen. Tourismus ist auf der Insel so gut wie nicht vorhanden.

## Hydrographie, Geographie und Klima

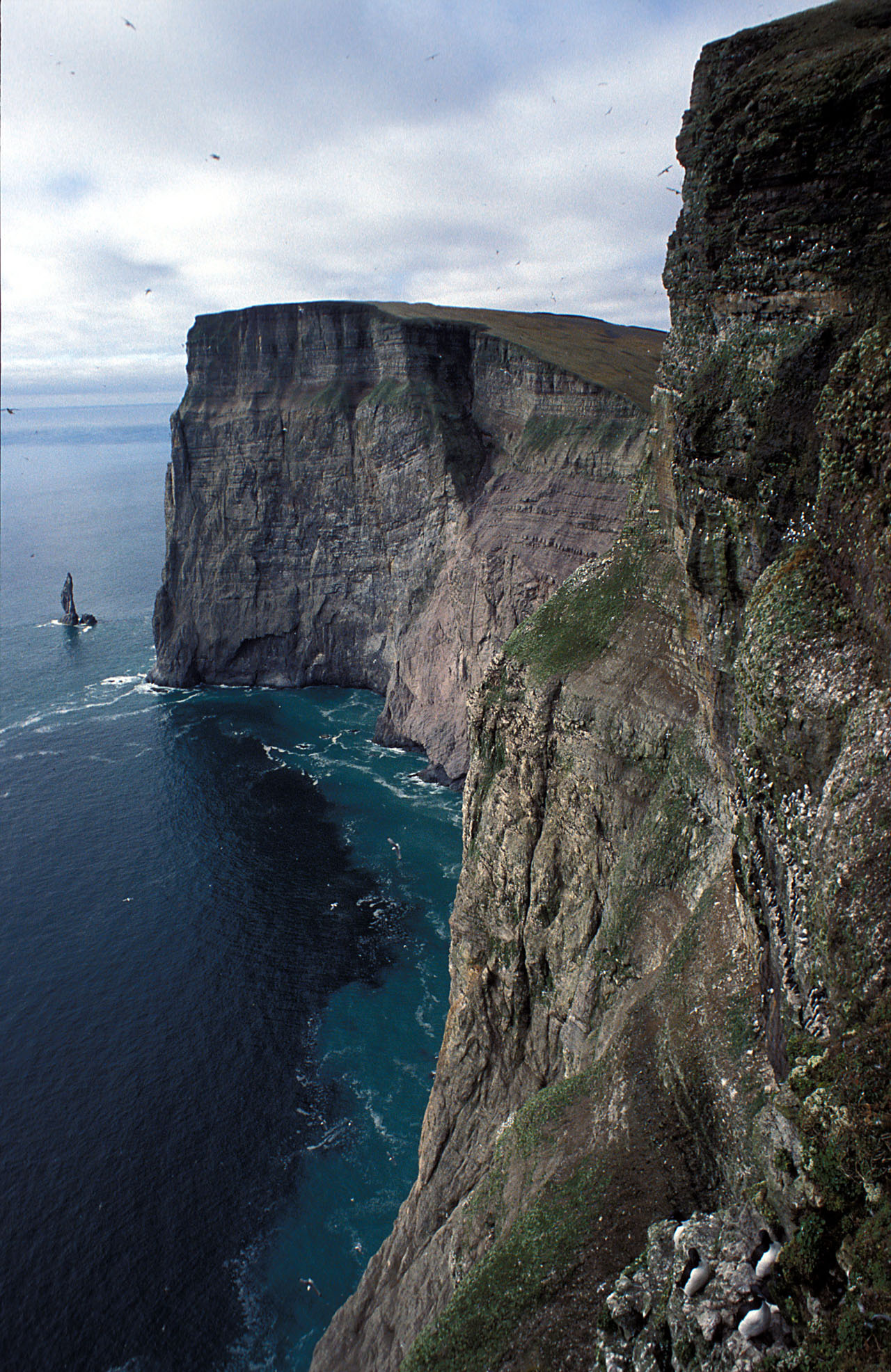
Küstenkliff mit Vogelkolonie auf der südlichen Bäreninsel

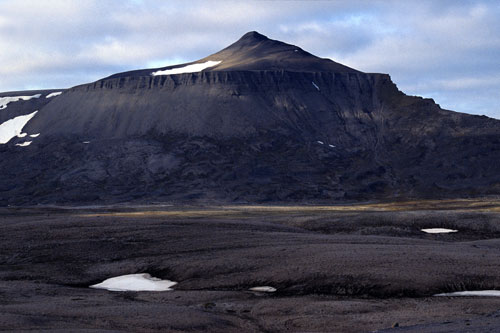
Der mit 563 Meter Seehöhe höchste Berg der Bäreninsel: Miseryfjellet

Die Bäreninsel liegt 235 Kilometer südlich von Spitzbergen als ein Teil von Svalbard und 397 Kilometer nordnordwestlich von Ingøy am norwegischen Festland. Sie befindet sich im westlichsten Teil der Barentssee nahe der Grenze des Europäischen Nordmeeres auf der Spitsbergen Bank, die sich als Teil des Kontinentalschelfs südlich von Spitzbergen und Edgeøya erstreckt. Die Wassertiefe in der Nähe der Insel bzw. östlich davon beträgt kaum mehr als 100 Meter, im Süden und speziell im Westen, wo der Kontinentalschelf tief in die Norwegische See und die Grönlandsee absinkt, ist sie sehr viel größer.
Die Form der Insel ähnelt grob einem Dreieck mit nach Süden gerichteter Spitze, die maximale Ausdehnung von Nord nach Süd beträgt 20 und von Ost nach West 15,5 Kilometer. Die Fläche der Insel liegt bei 178 km². Die südliche Küste der Bäreninsel ist gebirgig mit der höchsten Erhebung, dem Miseryfjellet, von 563 Meter über dem Meeresspiegel. Andere nennenswerte Berge sind der Antarcticfjellet im Südosten sowie die Berge Fuglefjellet, Hambergfjellet und Alfredfjellet im Südwesten. Der nördliche Teil der Insel ist eine flache Ebene, die ca. zwei Drittel der Insel ausmacht. Die flachen Gebiete der Bäreninsel sind mit seichten Süßwasserseen übersät, die zusammen eine Fläche von ungefähr 19 km² einnehmen. Zahlreiche Flüsse gelangen an den steilen Küstenabschnitten über Wasserfälle in das Meer. Die Bäreninsel war bis vor ca. 9800 Jahren vergletschert, heute herrschen Permafrostbedingungen vor.
Abgesehen von einigen wenigen Flachküstenabschnitten, die als Anlegestellen oder Landungszonen dienen, besteht die Küste vor allem im Süden und Südosten aus bis zu 400 Meter hohen steilen Kliffs mit deutlichen Erosionsspuren. In Herwighamna an der Nordküste gibt es einen kleinen Hafen.
Durch die Ausläufer des Nordatlantikstroms gelangen warme Wassermassen bis nach Spitzbergen, die dort für ein weit milderes Klima sorgen als an anderen Orten mit ähnlicher geografischer Breite. Das Klima ist maritim-polar geprägt mit relativ milden Temperaturen während des Winters. Im kältesten Monat Januar betrug im Zeitraum von 1961 bis 1990 die Durchschnittstemperatur −8,1 °C. Die wärmsten Monate Juli und August hatten eine Durchschnittstemperatur von 4,4 °C. Der Jahresniederschlag ist mit 371 Millimetern im nördlichen Flachland gering. Die Wetterlage kann während der Sommermonate relativ stabil sein, auch wenn im Juli und August an ca. 20 Prozent der Tage Nebel herrscht.
|                        | Jan   | Feb   | Mär   | Apr  | Mai  | Jun | Jul | Aug | Sep  | Okt  | Nov  | Dez  |   |      |
| Mittl. Temperatur (°C) | −8,1  | −7,7  | −7,6  | −5,4 | −1,4 | 1,8 | 4,4 | 4,4 | 2,6  | −0,5 | −3,7 | −7,1 | ⌀ | −2,3 |
| Mittl. Tagesmax. (°C)  | −5,0  | −4,7  | −4,8  | −2,9 | 0,3  | 3,6 | 6,6 | 6,3 | 4,2  | 1,2  | −1,7 | −4,3 | ⌀ | −0,1 |
| Mittl. Tagesmin. (°C)  | −11,4 | −10,9 | −10,5 | −8,0 | −3,0 | 0,4 | 2,8 | 3,0 | 1,3  | −2,3 | −6,0 | −9,9 | ⌀ | −4,5 |
|                        |       |       |       |      |      |     |     |     |      |      |      |      |   |      |
| Niederschlag (mm)      | 30    | 33    | 28    | 21   | 18   | 23  | 30  | 36  | 44   | 44   | 33   | 31   | Σ | 371  |
|                        |       |       |       |      |      |     |     |     |      |      |      |      |   |      |
| Sonnenstunden (h/d)    | 0,0   | 0,2   | 1,8   | 3,5  | 3,7  | 3,5 | 2,5 | 2,3 | 1,4  | 0,5  | 0,0  | 0,0  | ⌀ | 1,6  |
|                        |       |       |       |      |      |     |     |     |      |      |      |      |   |      |
| Regentage (d)          | 8,6   | 9,4   | 8,7   | 6,5  | 5,1  | 6,1 | 7,0 | 6,8 | 10,0 | 10,3 | 9,3  | 8,8  | Σ | 96,6 |
|                        |       |       |       |      |      |     |     |     |      |      |      |      |   |      |
| Luftfeuchtigkeit (%)   | 87    | 88    | 88    | 87   | 88   | 90  | 92  | 91  | 89   | 86   | 87   | 88   | ⌀ | 88,4 |

| −11,4 |

| −10,9 |

| −10,5 |

| −8,0 |

| −3,0 |

| 0,4 |

| 2,8 |

| 3,0 |

| 1,3 |

| −2,3 |

| −6,0 |

| −9,9 |

| −11,4 |

| −10,9 |

| −10,5 |

| −8,0 |

| −3,0 |

| 0,4 |

| 2,8 |

| 3,0 |

| 1,3 |

| −2,3 |

| −6,0 |

| −9,9 |

Durch die Grenzlage der Bäreninsel zwischen kalten Polargewässern und warmem atlantischen Wasser kann die Wassertemperatur innerhalb weniger Seemeilen sehr variabel sein. Im Sommer kann die Wassertemperatur 10 °C erreichen. Über die Barentssee gelangt im Winter Packeis bis zur Bäreninsel, manchmal schon im Oktober, die größte Ausdehnung hat das Packeis allerdings nicht vor Februar.
Die Polarnacht beginnt auf der Bäreninsel am 7. November und dauert bis zum 4. Februar, Mitternachtssonne gibt es vom 1. Mai bis 10. August.

## Geologie
Eine Abfolge von präkambrischem bis triassischem Gestein ist durch die hohen Kliffaufschlüsse vollständig erhalten. Diese gut erhaltenen Aufschlüsse spielen eine wichtige Rolle bei der Erforschung der Entwicklung der Grönlandsee und des Arktischen Ozeans. Präkambrische bis ordovizische Dolomite, Kalksteine, Quarzite und Schiefer bilden das Grundgebirge Bjørnøyas, worauf sich oberpaläozoische Sedimentabfolgen befinden.
Im Spätdevon bzw. Frühkarbon erfolgte eine tektonisch bedingte Subsidenz, wahrscheinlich in Reaktion auf die heute vorliegende NO-SW-Grabenstruktur. Die sedimentäre Abfolge auf Bjørnøya erreicht eine Mächtigkeit von drei Kilometern, die durch drei Diskordanzen unterschieden werden kann: Die Basis bilden prä-devonische Sedimente, gefolgt von einem spätpaläozoischen Becken und einer permo-triassischen Plattform. So besteht der Gipfelbereich des Miseryfjellet, der höchsten Erhebung Bjørnøyas, aus triadischen Sedimenten, die den jüngsten Festgesteinen der Insel entsprechen.

## Flora und Fauna

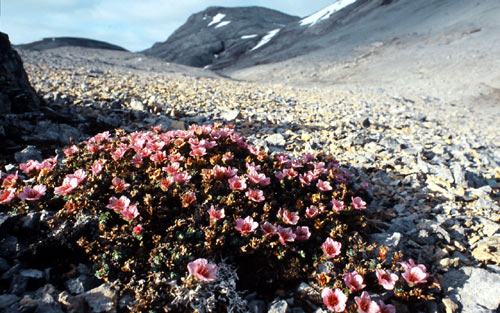
Der Gegenblättrige Steinbrech ist gut an das raue Klima der Bäreninsel angepasst.

Auf der Insel kommen 54 Arten von Gefäßpflanzen vor. Die klimatischen Bedingungen begünstigen vor allem hygrophile und chionophile (im Winter eine Schneebedeckung benötigende) Pflanzen und Pflanzengesellschaften. Bäume fehlen vollständig. Die einzigen einheimischen Säugetiere sind einige Polarfüchse. Trotz ihres Namens ist die Bäreninsel nicht ständig von Eisbären bewohnt, allerdings kann es vorkommen, dass in den Wintermonaten viele über das Packeis auf die Insel gelangen. Vereinzelt schaffen es die Bären nach dem Rückgang der Packeisgrenze nicht rechtzeitig zurückzukehren und verbringen den kurzen Sommer auf der Insel. Ringelrobben und Bartrobben, die in den umliegenden Meeresgebieten der Bäreninsel leben, dienen den Eisbären als Beute. Die früher so zahlreichen Walrosse sind nur noch vereinzelt anzutreffen.
Die einzigen Landvögel auf der Insel sind Schneeammern und Alpenschneehühner, allerdings sind die Steilküsten dicht von brütenden Eisenten, Meerstrandläufern, Thorshühnchen, Krabbentauchern, Trottellummen, Dickschnabellummen, Gryllteisten, Papageitauchern, Eissturmvögeln, Dreizehenmöwen, Eismöwen bewohnt. BirdLife International weist die Bäreninsel deshalb als Important Bird Area (SJ013) aus. Kurzschnabelgänse, Weißwangengänse und andere Zugvögel machen während ihrer saisonalen Wanderung zwischen den nördlicheren Inseln Spitzbergens und Festlandeuropa auf der Insel Rast. In den Süßwasserseen der Insel lebt der Wandersaibling.
Die Bäreninsel war in den frühen 1920er Jahren einer der Untersuchungsstandorte, an denen der Ökologe Charles Elton zusammen mit Victor Summerhayes Teile des Konzepts des Nahrungsnetzes entwarf.

## Umweltprobleme
Obwohl es auf der Bäreninsel und in ihrer unmittelbaren Nähe keine Industrie gibt, gelangen giftige und radioaktive Substanzen über die Luftverschmutzung von weit her auf die Insel. So konnten auf der Bäreninsel im Süßwassersee Ellasjøen in biologischen Proben vor allem beim Seesaibling organische Giftstoffe, insbesondere PCB in hohen Konzentrationen nachgewiesen werden. Am 7. April 1989 sank ca. 190 km südwestlich der Bäreninsel das sowjetische Atom-U-Boot Komsomolez. Eine Bergung war bis heute nicht möglich, allerdings wurde 1994 der Torpedoschacht provisorisch versiegelt. Trotz der Versiegelung treten geringe Mengen radioaktiven Materials aus. Eine massive Umweltbelastung der umgebenden Gewässer durch radioaktives Material aus dem Reaktor könnte in naher Zukunft zu gravierenden Schäden im marinen Ökosystem führen.
Die Erkundung neuer Erdölfelder in der Barentssee oder die jüngste Entwicklung am Snøhvit-Gasfeld vor der nordnorwegischen Küste zeigen, dass die ökologisch empfindlichen polaren und subpolaren Gebiete Norwegens und der Barentssee in das Blickfeld der Erdöl- und Erdgasindustrie gerückt sind. Die Umweltschutzorganisation Bellona hat bemängelt, dass die norwegische Regierung die Freigabe für die Prospektion leichtfertig erteilt habe, ohne zuvor ausreichend die ökologischen Auswirkungen zu untersuchen.
Im März 2016 erfolgte südlich der Bäreninsel vor der Küste Hammerfests im Goliat-Ölfeld der Startschuss für die Förderung von Erdöl in der Barentssee. Das 5 Milliarden Euro teure Gemeinschaftsprojekt von Eni und Statoil sieht die Förderung von 100.000 Barrel Öl pro Tag vor. Die Ölvorkommen werden auf 28,5 Millionen m³, die Gasvorkommen auf 8 Milliarden m³ geschätzt. Die Goliat-Ölförderplattform (vom Typ FPSO) ist die größte und am nördlichsten gelegene der Welt. Umweltschützer hoffen, dass die enormen Kosten andere Unternehmen davon abhalten, Förderungen von Öl und Gas in der Arktis durchzuführen.

## Trivia
Der britisch-kanadische Kinofilm Die Bäreninsel in der Hölle der Arktis von 1979, der auf dem 1971 erschienenen Roman Die Insel (Bear Island) des schottischen Thriller-Autors Alistair MacLean basiert, spielt zwar auf Bjørnøya, wurde aber in Kanada und England gedreht.
Die Bäreninsel spielt in dem Roman "Der Nebelfürst" von Martin Mosebach eine wichtige Rolle.